# Sant'Eufemia a Maiella
Sant'Eufemia a Maiella là một đô thị thuộc tỉnh Pescara trong vùng Abruzzo của Ý. Ý. Đô thị này có diện tích 40 km², dân số 365 người. Các làng trực thuộc: Roccacaramanico, San Giacomo.
Các đô thị giáp ranh gồm: Caramanico Terme, Fara San Martino (CH), Pacentro (AQ), Sulmona (AQ).